# Brion (Ain)
Brion és un municipi francès situat al departament de l'Ain i a la regió d'Alvèrnia-Roine-Alps. L'any 2007 tenia 511 habitants.

## Demografia

### Població
El 2007 la població de fet de Brion era de 511 persones. Hi havia 200 famílies de les quals 36 eren unipersonals (8 homes vivint sols i 28 dones vivint soles), 72 parelles sense fills, 80 parelles amb fills i 12 famílies monoparentals amb fills.
La població ha evolucionat segons el següent gràfic:
Habitants censats

### Habitatges
El 2007 hi havia 218 habitatges, 201 eren l'habitatge principal de la família, 4 eren segones residències i 13 estaven desocupats. 196 eren cases i 22 eren apartaments. Dels 201 habitatges principals, 167 estaven ocupats pels seus propietaris, 32 estaven llogats i ocupats pels llogaters i 2 estaven cedits a títol gratuït; 1 tenia una cambra, 7 en tenien dues, 23 en tenien tres, 54 en tenien quatre i 116 en tenien cinc o més. 142 habitatges disposaven pel capbaix d'una plaça de pàrquing. A 70 habitatges hi havia un automòbil i a 116 n'hi havia dos o més.

### Piràmide de població
La piràmide de població per edats i sexe el 2009 era:
| Homes | Edats   | Dones |
| ----- | ------- | ----- |
| 0     | 95 o +  | 0     |
| 0     | 90 a 94 | 4     |
| 0     | 85 a 89 | 4     |
| 0     | 80 a 84 | 0     |
| 0     | 75 a 79 | 8     |
| 0     | 70 a 74 | 0     |
| 12    | 65 a 69 | 8     |
| 16    | 60 a 64 | 16    |
| 28    | 55 a 59 | 20    |
| 40    | 50 a 54 | 44    |
| 16    | 45 a 49 | 20    |
| 28    | 40 a 44 | 24    |
| 8     | 35 a 39 | 8     |
| 8     | 30 a 34 | 24    |
| 28    | 25 a 29 | 12    |
| 12    | 20 a 24 | 16    |
| 32    | 15 a 19 | 20    |
| 24    | 10 a 14 | 8     |
| 4     | 5 a 9   | 12    |
| 16    | 0 a 4   | 12    |

## Economia
El 2007 la població en edat de treballar era de 370 persones, 275 eren actives i 95 eren inactives. De les 275 persones actives 261 estaven ocupades (147 homes i 114 dones) i 14 estaven aturades (6 homes i 8 dones). De les 95 persones inactives 43 estaven jubilades, 32 estaven estudiant i 20 estaven classificades com a «altres inactius».

### Ingressos
El 2009 a Brion hi havia 205 unitats fiscals que integraven 526 persones, la mediana anual d'ingressos fiscals per persona era de 21.901 €.

### Activitats econòmiques
Dels 39 establiments que hi havia el 2007, 1 era d'una empresa extractiva, 9 d'empreses de fabricació d'altres productes industrials, 7 d'empreses de construcció, 5 d'empreses de comerç i reparació d'automòbils, 2 d'empreses de transport, 1 d'una empresa d'hostatgeria i restauració, 5 d'empreses financeres, 3 d'empreses immobiliàries, 3 d'empreses de serveis, 2 d'entitats de l'administració pública i 1 d'una empresa classificada com a «altres activitats de serveis».
Dels 9 establiments de servei als particulars que hi havia el 2009, 2 eren tallers de reparació d'automòbils i de material agrícola, 2 paletes, 1 lampisteria, 1 electricista, 1 empresa de construcció, 1 restaurant i 1 saló de bellesa.
L'únic establiment comercial que hi havia el 2009 era una botiga de congelats.

## Equipaments sanitaris i escolars
El 2009 hi havia una escola elemental.

## Poblacions més properes
El següent diagrama mostra les poblacions més properes.